# برکه تل قلعه
برکه تل قلعه مربوط به دوره ساسانیان است و در شهرستان جم، بخش مرکزی، دهستان جم، ۵۰۰ متری جنوب روستای بهارستان واقع شده و این اثر در تاریخ ۱۸ شهریور ۱۳۸۷ با شمارهٔ ثبت ۲۳۳۲۴ به‌عنوان یکی از آثار ملی ایران به ثبت رسیده‌است.